# ジェリービーンズ (企業)
有限会社ジェリービーンズは千葉県香取郡多古町の企業。豚の繁殖、肥育、豚肉の加工、販売までを一貫経営で行う。ブランド銘柄「元気豚（げんきぶた、げんきとん）」を販売している。

## 概要
母豚1300頭を擁し、繁殖、肥育から豚肉加工まで一貫経営を行う企業である。加工された豚肉は外食や中食向けの販売のほかに通信販売も行う。
社員はパートを含めて60人、年商14億円。本節の数値は2012年時点のもの。

## 歴史
1992年に個人事業だった養豚経営を法人化し、設立。
2000年に食肉加工工場を建設し、2006年に自社ブランドとなる「元気豚」を商標登録する。

## 社名の由来
社名は砂糖菓子のジェリービーンズに由来する。
個人経営だった養豚業を法人化する際に、次代の担い手となる若者を確保する必要があるため「ハイカラな横文字」から採用された。また、養豚業という仕事に誇りをもってはいたが、社名に畜産業のイメージが無いほうが経営に広がりがでるとの考えもあった。

## 元気豚
元気豚（げんきぶた、げんきとん）は、豚肉のブランド名で、千葉県が認定する県を代表する豚肉、チバザポーク参加銘柄の1つである。
飼育上の特徴は、同腹の兄弟豚だけを同じ部屋で飼育し、豚舎を移動させるのは離乳時の1回のみに限定することで不安やストレスを感じないようにしている。
元気豚となる豚は、ランドレース種、ヨークシャー種、デュロック種の三元豚であり、これによって一般の豚の1.4倍のサシが入り、旨味の増した豚肉となる。
輸入飼料は、鹿島港に到着するので、鹿島港まで輸送トラックで1時間圏内という立地条件から輸送コストが低く抑えられるため、物流コストを販売価格に転嫁する必要がなく、低価格販売が行える。

## 安心・安全への取り組み
食品メーカーは食の安全を貫くことが大切ではあるが、それだけでは消費者に「安心」を届けることはできない。消費者が「安心」するには、食品メーカーへの信頼が必要となってくる。その信頼を得るためにジェリービーンズでは生産工程をオープンにし見える化を行っている。
具体的には、インターネットを通じて養豚事業や豚肉加工事業がどのように行われているのかを公開したり、地元の小学生、中学生の食育の一環として生産現場の見学や体験学習の場を提供している。
安全への取り組みとしては、加工品への異物混入を発見するために各種衛生検査、金属探知機検査、X線検査などを実施しており、その検査結果も公表している。
豚の繁殖、肥育にはコンピューターでのデータ管理を行い、異常の早期発見に努める。また、千葉県農業共済組合による家畜診療所の検査体制は日本でもトップレベルに高い。
オールイン・オールアウトという肥育豚を全頭出荷した後に、豚舎内を全てクリーンにしてから、次の肥育豚群を豚舎に入れることで、病気を出さないシステムも導入されている。